# Alexander von Gleichen-Rußwurm
Alexander von Gleichen-Rußwurm (* 6. November 1865 auf Schloss Greifenstein in Bonnland, Unterfranken; † 25. Oktober 1947 in Baden-Baden), vollständig Heinrich Adalbert Carl Alexander Konrad Schiller, Freiherr von Gleichen, genannt von Rußwurm, war ein deutscher Schriftsteller, Herausgeber, Übersetzer und Kulturphilosoph. Auch bekannt als „Mäusebaron“, durfte er als Urenkel Friedrich von Schillers ehrenhalber in der weiblichen Nachkommenslinie den Familiennamen Schiller tragen.

## Leben

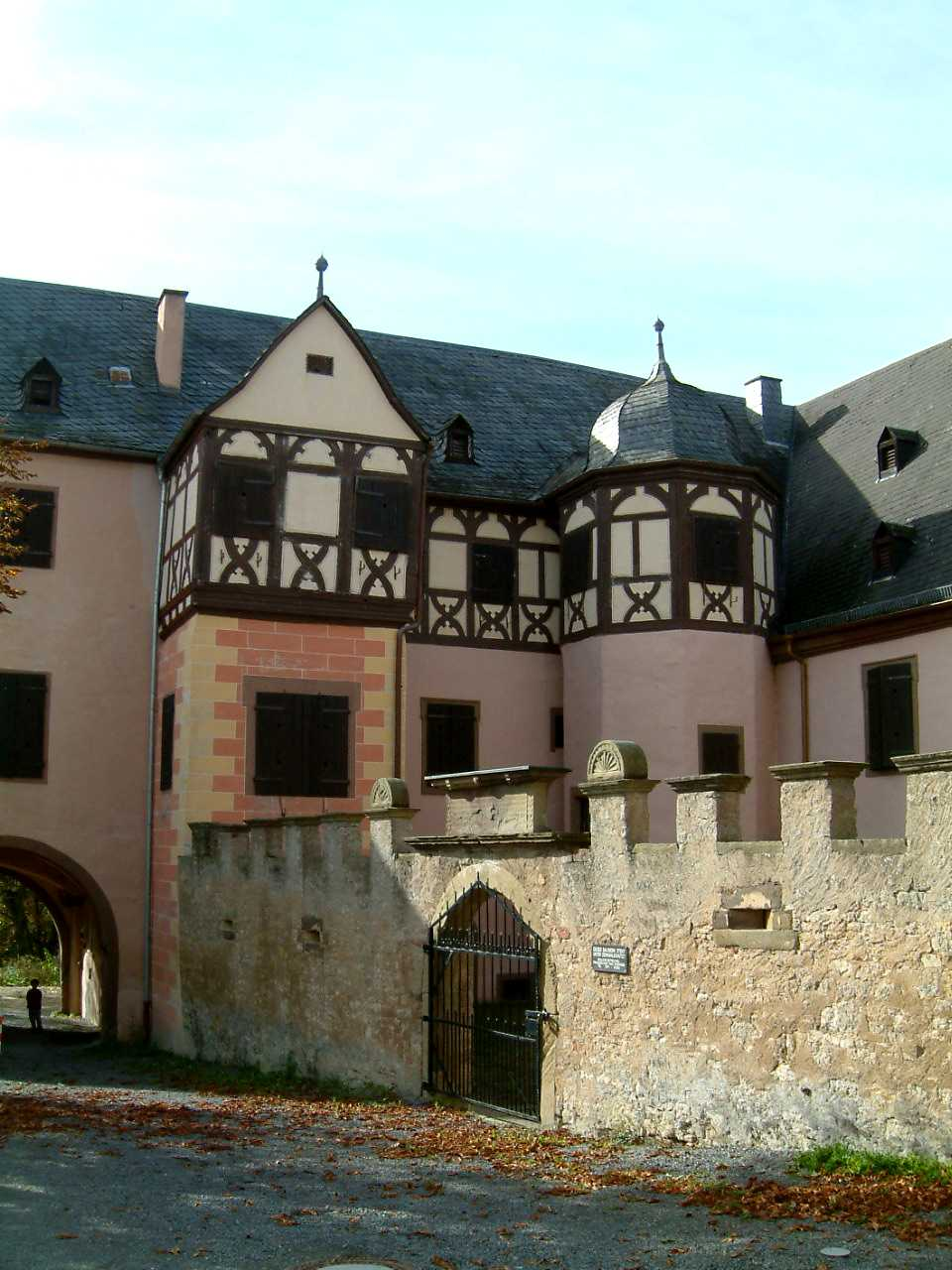
Schloß Greifenstein (Bonnland), Nordostansicht

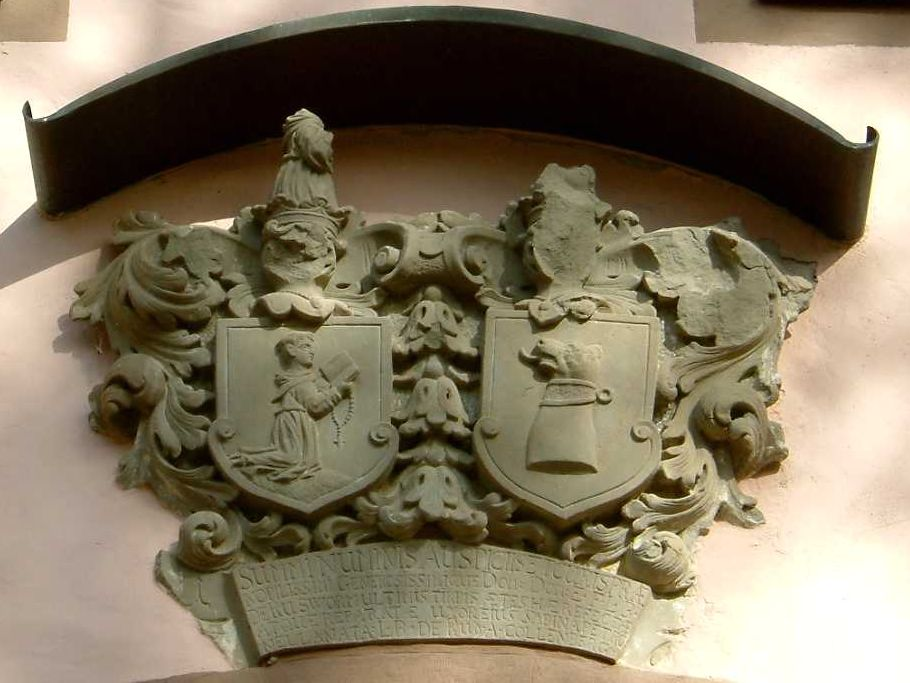
Schloß Greifenstein (Bonnland), Wappen

### Jugend
Alexander von Gleichen-Rußwurm wurde am 6. November 1865 auf Schloss Greifenstein im unterfränkischen Bonnland (heute Landkreis Bad Kissingen) geboren. Sein Vater Ludwig von Gleichen-Rußwurm war ein Enkel Friedrich Schillers und wurde als Maler von impressionistischen Gemälden bekannt. Die Mutter Elisabeth, geborene Baronin von Thienen-Adlerflycht, starb wenige Wochen nach seiner Geburt, so dass er von seiner Großmutter Emilie, der jüngsten Tochter Friedrich Schillers, erzogen und wesentlich geprägt wurde. Diese hatte 1828 den nachmaligen bayerischen Kammerherrn Adalbert von Gleichen-Rußwurm geheiratet, der auf Schloss Greifenstein geboren wurde. Dieses Schloss war ein ehemaliges Frauenkloster, das nach der Zerstörung 1525 im Bauernkrieg von Philipp III. von Thüngen 1568 als Renaissance-Schloss wieder aufgebaut worden war. Emilie von Gleichen-Rußwurm hatte auf Schloss Greifenstein ein Museum zum Andenken an ihren berühmten Vater eingerichtet und veröffentlichte dessen Briefwechsel. Alexander von Gleichen-Rußwurm wuchs somit in einem Umfeld auf, das von der steten Erinnerung an seinen Urgroßvater geprägt war. Eine schriftstellerische Laufbahn war damit vorherbestimmt.

### Militärzeit und Heirat
Er besuchte das Casseler Institut und absolvierte die Kriegsschule in Metz. Von 1883 bis 1895 diente Alexander von Gleichen-Rußwurm als Adjutant im Range eines Leutnants für den Großherzog von Hessen-Darmstadt. Nach dem Ausscheiden aus dem Militärdienst heiratete er am 28. November 1895 in Salzburg Sophie Freiin von Thienen-Adlerflycht (* 8. März 1867 in Wien), eine Nichte seiner Mutter und war recht erfolgreich schriftstellerisch tätig. Das Ehepaar lebte vorwiegend auf Schloss Greifenstein und nur während der Wintermonate in München. Dort schloss er in diversen literarischen Salons die Bekanntschaft von Schriftstellergrößen wie Heinrich Mann, Friedrich Lienhard u. a. Zahlreiche Reisen führten das Ehepaar durch ganz Europa. Das ab 1891 geführte Gästebuch von Schloss Greifenstein belegt einen regen Verkehr von adeligen Gästen und Schriftstellern wie Johannes Fastenrath, Julius Maria Becker u. a.

### Geschäftsmann und Mausaffaire
Kurz nach dem Ersten Weltkrieg erwarb er das Hotel Krone in Wasserburg am Bodensee und stieg in das florierende Fremdenverkehrsgeschäft ein. Offenbar gelang es ihm aber nicht, entscheidende Gewinne zu erzielen. Zumindest konnte er seine finanziellen Probleme nicht lösen. Psychisch labil, muss ihn sein Bemühen, seinem Urgroßvater Friedrich Schiller literarisch nachzueifern, schwer belastet haben. Im Oktober 1925 kam es zu einem spektakulären Vorfall, der Alexander von Gleichen-Rußwurm auch außerhalb literarischer Kreise als sogenannten „Mäusebaron“ bekannt machte.
Er hatte einem Münchener Juwelier eine zwei Meter lange Kette aus 234 Zuchtperlen angekündigt, die dieser umarbeiten sollte. Die Postsendung war entsprechend ihrem Wert von 65.000 Reichsmark mit 1.300 RM versichert worden. Der Juwelier hatte dann aber in dem unversehrt erhaltenen Wertbrief keine Kette, sondern nur eine tote Maus vorgefunden. Baron von Gleichen-Rußwurm zeigte den Vorfall selbst an.
Die umfangreichen Untersuchungen zogen sich fast vier Jahre hin, bis im Mai 1929 vor dem Würzburger Schöffengericht (2 Richter, 2 Schöffen, Staatsanwalt, 18 Zeugen, 4 Sachverständige) Anklage gegen von Gleichen-Rußwurm erhoben wurde. Man warf ihm vor, absichtlich statt der Kette eine lebende Maus verpackt zu haben, die sich während des Transports durch die Verpackung nagen und somit eine beschädigte Sendung vortäuschen sollte. Da er in dieser Zeit in schwierigen Vermögensverhältnissen lebte, wollte er sich – so vermutete die Anklage – über diesen Betrug in den Besitz der Versicherungssumme von 65.000 RM bringen.
Von Gleichen-Rußwurm wies die Vorwürfe entrüstet zurück, kam aber in seiner Verteidigung immer wieder auf seinen angegriffenen Geisteszustand (Bewusstseinsspaltung, Halluzinationen) zu sprechen. Schließlich räumte er ein, es könne sein, dass er eine in einer identischen Zigarettenkiste zu entsorgende tote Maus irrtümlicherweise in den Wertbrief gepackt und die Kette in den Bach geworfen habe. Freunde versuchten ihn zu unterstützen, erwähnten aber auch seine öfter geäußerten Selbstmordgedanken wegen finanzieller Probleme. Die psychologischen Gutachten der Sachverständigen (drei von ihnen waren zwischenzeitlich verstorben) widersprachen sich. Die einen attestierten einen gestörten Geisteszustand und damit eine Fehlhandlung ohne Absicht. Andere sahen einen abnormen Dämmerzustand und eine „Flucht in die Krankheit nach der Tat“. Das Gericht folgte dem Antrag der Staatsanwaltschaft, sprach den Angeklagten schuldig und verurteilte ihn in Anbetracht einer pathologisch veranlagten Persönlichkeit, des fortgeschrittenen Alters und einer bis dahin unbescholtenen Lebensführung zu 10.000 RM Geldstrafe.
Nach dem Urteil setzte Baron von Gleichen-Rußwurm seine literarische Tätigkeit unvermindert fort.

### Die Zeit in Baden-Baden
Nach Wiedereinführung der allgemeinen Wehrpflicht 1935 und der beginnenden Wiederaufrüstung beschlossen die neuen Machthaber 1936, den Truppenübungsplatz Hammelburg zu vergrößern und dafür die beiden südlich angrenzenden Ortschaften Hundsfeld und Bonnland abzusiedeln. Die Bewohner wurden für den Verlust ihrer Grundstücke entschädigt. Auch die Familie von Gleichen-Rußwurm musste 1938 ihren Stammsitz Schloss Greifenstein mit allen Liegenschaften verlassen.
Bereits 1880 hatte Alexander zusammen mit seinem Vater Ludwig Heinrich dem Goethe-Archiv in Weimar umfangreiche Hinterlassenschaften seines Urgroßvaters aus der Sammlung des von seiner Großmutter aufgebauten Schiller-Museums auf Schloss Greifenstein gestiftet, so dass das Archiv ab 1889 die Bezeichnung „Goethe- und Schiller-Archiv“ erhielt. 1938 bei der Auflassung des Schlosses Greifenstein gab von Gleichen-Rußwurm alle noch dort verbliebenen Erinnerungsstücke an Friedrich Schiller an das Schiller-Nationalmuseum in Marbach am Neckar sowie an das Mainfränkische Museum in Würzburg ab.
Das kinderlose Ehepaar zog nach Baden-Baden und bewohnte die oberhalb der Lichtentaler Allee gelegene Villa Menschikow. Das Gästebuch führt wieder prominente Schriftsteller auf, wie Gerhart Hauptmann, Otto Flake und Börries Freiherr von Münchhausen.

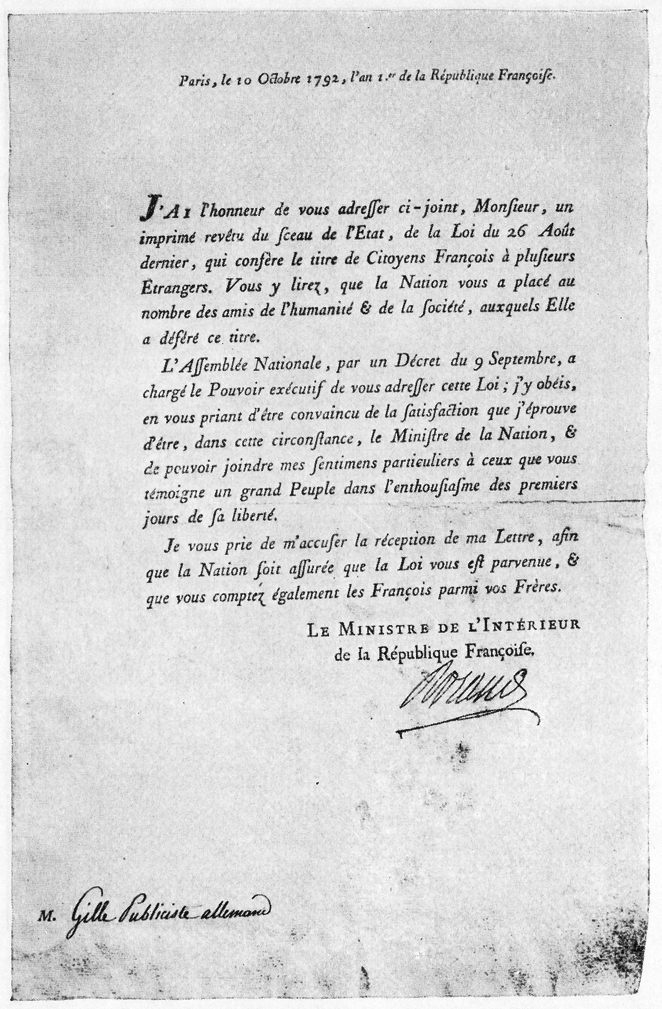
Begleitschreiben zur Urkunde, die Schiller 1792 zum Ehrenbürger der französischen Republik machte

Als nach Ende des Zweiten Weltkrieges die französische Armee 1945 Gebäude für ihre Zwecke requirierte, kam von Gleichen-Rußwurm in den Genuss einer „Erbvergünstigung“ durch Vorlage des Ehrenbürgerbriefes der Französischen Republik für seinen Urgroßvater. Die einst Friedrich Schiller zuerkannte und von Danton unterzeichnete Ehrenbürgerschaft übertrug sich automatisch auf dessen Nachkommen.
„Beim Einzug der französischen Armee wurde Baron von Gleichen-Rußwurm sofort unter den Schutz der Besatzungsmacht gestellt. Sein Wohnsitz Lichtentaler Allee 12 wurde mit dem allen verbündeten Ausländern zustehenden blau-weiß-roten Schutzbrief versehen, der alle Sonderrechte einschloss.“
Er verbrachte noch zwei Jahre in Baden-Baden, wo er schließlich nahezu vergessen und verarmt am 25. Oktober 1947 starb. General Marie-Pierre Kœnig, der Oberbefehlshaber der französischen Besatzungstruppen in Deutschland, sprach der Witwe in bewegenden Worten sein Mitgefühl aus.

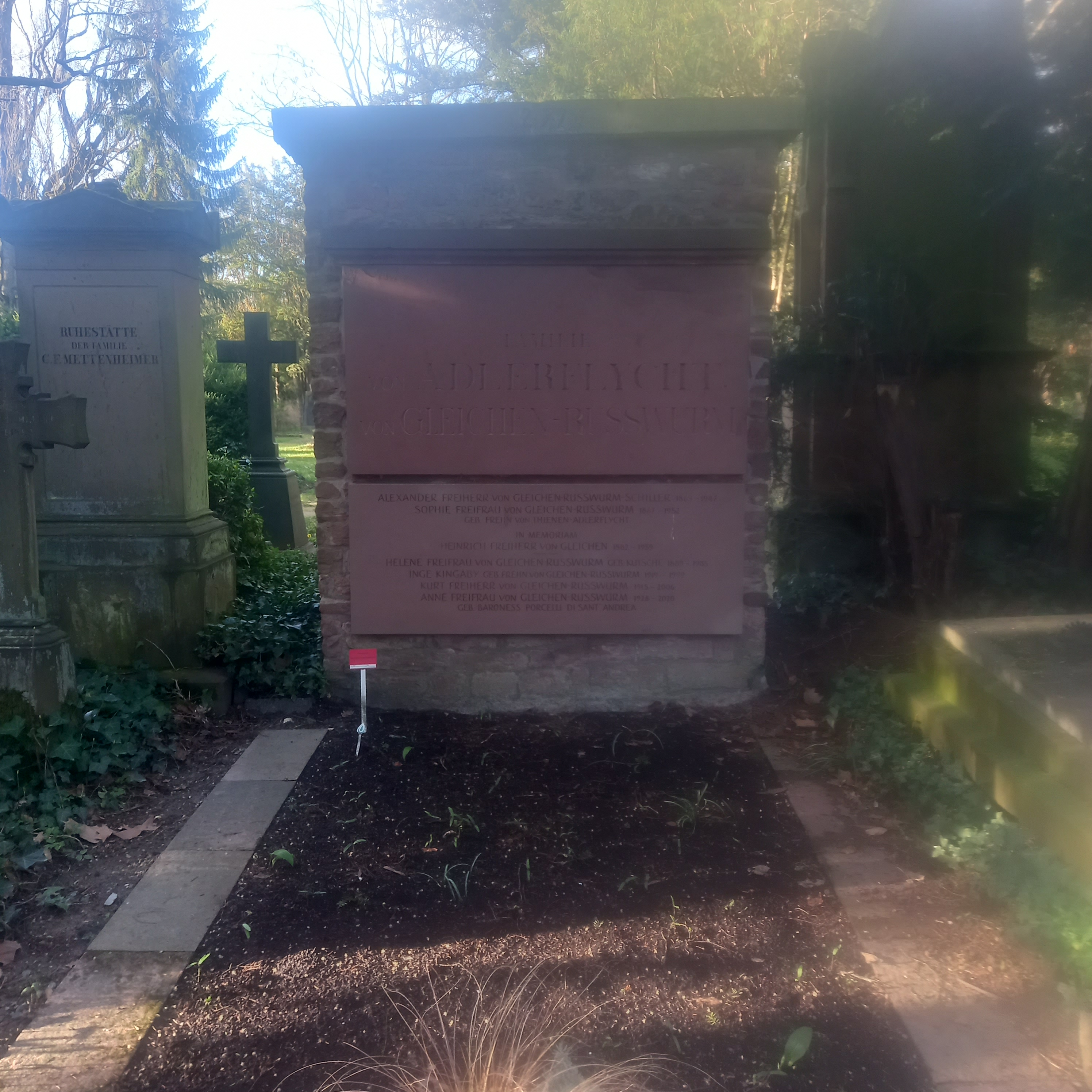
Das Grab von Alexander von Gleichen-Rußwurm und seiner Ehefrau Sophie, geborene von Thienen-Adlerflycht, im Familiengrab auf dem Hauptfriedhof (Frankfurt am Main)

Mit Alexander von Gleichen-Rußwurm erlosch der Stamm Friedrich Schillers. Seine Frau Sophie verstarb fünf Jahre später im Herbst 1952.

## Persönlichkeit
Die aus der Vergangenheit abgeleiteten hohen moralischen Ansprüche, die Alexander von Gleichen-Rußwurm an sich selbst stellte, und die Kenntnis der Maus-Geschichte lassen die Persönlichkeit des Schriftstellers komplex und widersprüchlich erscheinen. Jedenfalls machte ihn sein schöngeistig-aristokratisches Dandytum in literarischen Kreisen zum Gegenstand gezielter Ironie.
In dieser Funktion erscheint Gleichen-Rußwurm – namentlich genannt – in Thomas Manns „Doktor Faustus“ gleich dreimal: zuerst als Baron, der kulturgeschichtliche Bücher schrieb; das zweite Mal als Urheber jener Maus-Geschichte und ein drittes Mal, als er bei Adrian Leverkühns Einladung erstmals nach der Affaire wieder in der Öffentlichkeit erscheint. Mann kannte damals den wahren Hintergrund noch nicht. Von Gleichen-Rußwurm diente ihm in seinem Roman als Beispiel für die moralische Verwirrung der Zeit nach dem Ersten Weltkrieg.

## Werke
Viele seiner Werke erschienen im Max Koch Verlag. Gleichen-Rußwurm gilt als einer der bekanntesten Autoren dieses Verlags, der die ‚Schöne Literatur‘ mit Autoren wie Artur Brausewetter, Walter von Molo und Paul Burg pflegte.
Von Kindesbeinen an mit dem Gedankengut und den Werken der deutschen Klassik vertraut gemacht und durch seine Großmutter maßgeblich geprägt, war von Gleichen-Rußwurm bestrebt, eigene Werke im gleichen Geiste zu schaffen. Er schuf ein umfangreiches Œuvre, das der Verbreitung des klassischen und idealistisch-humanitären Gedankengutes verpflichtet war. So schrieb er neben Dramen
- Freundschaft Eine psychologische Forschungsreise. Julius Hoffmann, Stuttgart 1912 (Auch als Leder-Vorzugsausgabe nummeriert erschienen)
- König Mensch

Novellen und Lyrik auch umfassend angelegte kulturhistorische Darstellungen wie die
- Geschichte der europäischen Geselligkeit. 6 Bände. S. Hoffmann, Stuttgart 1909–1921.

– von „der vornehmen Welt im klassischen Altertum“ bis zu den „Sitten und Gebräuchen der europäischen Welt 1789–1900“ – sowie mit Leo Schidrowitz eine auf 24 Bände angelegte
- Kultur- und Sittengeschichte aller Zeiten und Völker (1929 bis 1931).
  - als Autor darin zum Beispiel: Sittengeschichte des Bades. In: Leo Schidrowitz (Hrsg.): Sittengeschichte des Intimen: Bett – Korsett – Hemd – Hose – Bad – Abtritt. Die Geschichte und Entwicklung der intimen Gebrauchsgegenstände. Wien und Leipzig o. J. (Reihentitel: Sittengeschichte der Kulturwelt und ihrer Entwicklungen in Einzeldarstellungen), S. 219–264.

Hinzu kommt eine umfangreiche Folge von Einzeldarstellungen, wie z. B. die
- Ästhetik der Krawatte (1936)

oder
- Die Heilsehnsucht der Jahrhunderte (1937).

Viele Werke übertrug er aus dem Französischen und Griechischen. Selbstverständlich fühlte er sich vor allem zum Biographen und Interpreten seines Urgroßvaters berufen. 1914 veröffentlichte er
- Schiller – Die Geschichte seines Lebens

und zwar nicht als ein Produkt studienhalber erworbenen Wissens, sondern aus der familiären Überlieferung und den Erzählungen der Großmutter.
Außerdem schrieb er die erste umfassende deutsche Biographie der Wilhelmine von Bayreuth; in dieser gibt er als Quelle u. a. an: Akten des Greifensteiner Familienarchiv. Fasc. Sophia Dorothea Freifrau v. Gleichen (in zweiter Ehe Frau von Berghofer). Fasc. Heinrich Baron v. Gleichen.
- Alexander von Gleichen-Russwurm: Die Markgräfin von Bayreuth. Julius Hoffmann Verlag / Stuttgart 1925

Seine Schriften erlebten in den ersten drei Dekaden des letzten Jahrhunderts zahlreiche Auflagen. Anfänglich noch mit Schwerpunkt auf der Kritik der politischen und sozialen Entwicklung in der Zeit zwischen Kaiserreich und Weimarer Republik, wurde sein Werk zunehmend von wundergläubigen und betont gefühlsbestimmten Momenten und Inhalten bestimmt.